# Arcidiocesi di Bertoua
L'arcidiocesi di Bertoua (in latino Archidioecesis Bertuana) è una sede metropolitana della Chiesa cattolica in Camerun. Nel 2022 contava 247.000 battezzati su 247.000 abitanti. È retta dall'arcivescovo Joseph Atanga, S.I.

## Territorio
L'arcidiocesi comprende il dipartimento di Lom e Djérem nella regione dell'Est in Camerun.
Sede arcivescovile è la città di Bertoua, dove si trova la cattedrale della Santa Famiglia.
Il territorio si estende su 26.320 km² ed è suddiviso in 48 parrocchie.
La provincia ecclesiastica di Bertoua, istituita nel 1994, comprende, come suffraganee, le diocesi di Batouri, di Doumé-Abong' Mbang e di Yokadouma.

## Storia
La diocesi di Bertoua fu eretta il 17 marzo 1983 con la bolla Gravissimum officium di papa Giovanni Paolo II, ricavandone il territorio dalla diocesi di Doumé (oggi diocesi di Doumé-Abong' Mbang). Originariamente era suffraganea dell'arcidiocesi di Yaoundé.
Il 20 maggio 1991 e il 3 febbraio 1994 cedette porzioni del suo territorio a vantaggio dell'erezione rispettivamente delle diocesi di Yokadouma e di Batouri.
L'11 novembre 1994 è stata elevata al rango di arcidiocesi metropolitana con la bolla Pastorali quidem dello stesso papa Giovanni Paolo II.

## Cronotassi dei vescovi
Si omettono i periodi di sede vacante non superiori ai 2 anni o non storicamente accertati.
- Lambertus Johannes van Heygen, C.S.Sp. † (17 marzo 1983 - 3 giugno 1999 ritirato)
- Roger Pirenne, C.I.C.M. † (3 giugno 1999 - 3 dicembre 2009 ritirato)
- Joseph Atanga, S.I., dal 3 dicembre 2009

## Statistiche
L'arcidiocesi nel 2022 su una popolazione di 410.000 persone contava 247.000 battezzati, corrispondenti al 60,2% del totale.
| anno | popolazione | popolazione | popolazione | presbiteri | presbiteri | presbiteri | presbiteri                | diaconi | religiosi | religiosi | parrocchie |
| anno | battezzati  | totale      | %           | numero     | secolari   | regolari   | battezzati per presbitero | diaconi | uomini    | donne     | parrocchie |
| ---- | ----------- | ----------- | ----------- | ---------- | ---------- | ---------- | ------------------------- | ------- | --------- | --------- | ---------- |
| 1990 | 76.850      | 352.500     | 21,8        | 32         | 13         | 19         | 2.401                     |         | 36        | 62        | 17         |
| 1999 | 71.463      | 225.135     | 31,7        | 26         | 14         | 12         | 2.748                     |         | 22        | 43        | 14         |
| 2000 | 82.724      | 234.975     | 35,2        | 23         | 14         | 9          | 3.596                     |         | 19        | 40        | 14         |
| 2001 | 82.900      | 245.150     | 33,8        | 26         | 14         | 12         | 3.188                     |         | 22        | 47        | 15         |
| 2002 | 83.525      | 254.275     | 32,8        | 23         | 14         | 9          | 3.631                     |         | 20        | 47        | 17         |
| 2003 | 85.278      | 284.678     | 30,0        | 33         | 25         | 8          | 2.584                     |         | 25        | 59        | 18         |
| 2004 | 101.154     | 308.875     | 32,7        | 34         | 25         | 9          | 2.975                     |         | 24        | 43        | 19         |
| 2006 | 121.204     | 314.000     | 38,6        | 44         | 32         | 12         | 2.754                     |         | 29        | 65        | 18         |
| 2012 | 129.000     | 345.000     | 37,4        | 69         | 60         | 9          | 1.869                     |         | 19        | 65        | 37         |
| 2015 | 83.000      | 350.000     | 23,7        | 77         | 67         | 10         | 1.077                     |         | 22        | 50        | 39         |
| 2018 | 224.000     | 372.000     | 60,2        | 83         | 77         | 6          | 2.698                     | 6       | 21        | 45        | 48         |
| 2020 | 234.800     | 390.120     | 60,2        | 97         | 91         | 6          | 2.420                     | 6       | 21        | 45        | 48         |
| 2022 | 247.000     | 410.000     | 60,2        | 110        | 104        | 6          | 2.245                     | 6       | 21        | 45        | 48         |